# Houtvademecum
Het Houtvademecum is een boek dat uitgegeven wordt ten behoeve van de houtbranche. Het wordt door architecten, aannemers, etc veelvuldig gebruikt als naslagwerk.
Het vermeldt de meest gebruikte houtsoorten alfabetisch op handelsnaam, in principe de genormeerde handelsnaam (NEN 1015). Het vermeldt voor elke houtsoort de voor de gebruiker meest relevante eigenschappen en geeft (in een apart gedeelte achterin) voor de meeste houtsoorten een kleurenplaatje van een langsvlak.
De meest recente uitgave is de 11e druk (2018, ISBN 9789082817294) uitgegeven door Vakbladen.com & Smartwave, Zwolle. Het is samengesteld door auteur Eric E.D. de Munck.